# مهربان باش
مهربان باش (به انگلیسی: Be Kind) ترانه‌ای از تهیه‌کننده و خواننده آمریکایی، مارشملو و هالزی است. این ترانه در ۱ مه ۲۰۲۰ توسط کپیتال رکوردز منتشر شد.
ریمیکس این ترانه توسط دی‌جی Surf Mesa در ۱۷ ژوئن ۲۰۲۰ منتشر شد.

## پیش زمینه و تبلیغ
مارشملو و هالزی به با ارسال تصویر یک گل به عنوان «جمعه» از طریق رسانه‌های اجتماعی خود به‌طور غیر مستقیم به ترانه اشاره کردند. این دو خواننده یک روز بعد عنوان و اطلاعات ترانه را در رسانه‌های اجتماعی اعلام کردند.